# 34 Brygada Pancerna (Bundeswehra)
34 Brygada Pancerna (niem. Panzerbrigade 34) – pancerny związek taktyczny Bundeswehry.
W okresie zimnej wojny Brygada wchodziła w skład 12 Dywizji Pancernej i przewidziana była do działań w pasie Centralnej Grupy Armii.

## Struktura organizacyjna
| Organizacja PzBrig 34 w 1989 | Organizacja PzBrig 34 w 1989        | Organizacja PzBrig 34 w 1989 |
| Godło                        | Pododdział                          | Miejsce stacjonowania        |
| ---------------------------- | ----------------------------------- | ---------------------------- |
|                              | dowództwo brygady                   | Koblenz-Horchheimer Höhe     |
|                              | 341 batalion pancerny               | Koblenz-Horchheimer Höhe     |
|                              | 342 batalion grenadierów pancernych | Koblenz-Horchheimer Höhe     |
|                              | 343 batalion pancerny               | Koblenz-Horchheimer Höhe     |
|                              | 344 batalion pancerny               | Koblenz-Horchheimer Höhe     |
|                              | 345 batalion artylerii              | Kusel                        |